# 相川美保
相川 美保（あいかわ みほ、1972年11月20日 - ）は、日本の歌手。石川県金沢市出身。岡田プランニング所属。血液型はO型。
2018年に芸名を相川美保からMIHOに改名。

## 経歴
- 2002年 7月「東京レイン」リリース
- 2004年 6月「香林坊ブルース」リリース
- 2007年 8月「かわいい女」リリース
- 2011年 8月「深海魚」リリース
- 2014年 4月「いばらの園」リリース

## ディスコグラフィ

### シングル
- 1〜6：相川美保名義、7：MIHO名義。
  - 1〜3：ガウス、4：徳間ジャパン、5〜：日本クラウン。

| # | 発売日         | 曲順 | タイトル                 | 作詞         | 作曲       | 編曲       | 規格品番   |
| - | -------------- | ---- | ------------------------ | ------------ | ---------- | ---------- | ---------- |
| 1 | 2000年 3月23日 | 01   | 明日花                   | 里村龍一     | 岡千秋     | 伊戸のりお | GRDE-35    |
| 1 | 2000年 3月23日 | 02   | 北情話                   | 里村龍一     | 遠野麻衣子 | 伊戸のりお | GRDE-35    |
| 2 | 2002年 7月24日 | 01   | 東京レイン               | 仁井谷俊也   | 桧原さとし | 川村栄二   | GRDM-1032  |
| 2 | 2002年 7月24日 | 02   | あまのじゃく             | 仁井谷俊也   | 桧原さとし | 今泉敏郎   | GRDM-1032  |
| 3 | 2004年 6月23日 | 01   | 香林坊ブルース           | 水木かおる   | 藤原秀行   | 伊戸のりお | GRCA-26    |
| 3 | 2004年 6月23日 | 02   | 昔のように…今夜だけ      | 三浦朋子     | 杉原さとし | 伊戸のりお | GRCA-26    |
| 4 | 2007年 8月8日  | 01   | かわいい女               | 荒木とよひさ | 徳久広司   | 伊戸のりお | TKCA-90214 |
| 4 | 2007年 8月8日  | 02   | 愛を抱きしめながら       | Yuri         | 村松充昭   | 伊戸のりお | TKCA-90214 |
| 5 | 2011年 8月24日 | 01   | 深海魚                   | 荒木とよひさ | 杉本眞人   | 川村栄二   | CRCN-2438  |
| 5 | 2011年 8月24日 | 02   | ため息だけで傷つくほどに | RIE          | 小林大介   | 川村栄二   | CRCN-2438  |
| 6 | 2014年 4月2日  | 01   | いばらの園               | 岡田冨美子   | 杉本眞人   | 佐藤和豊   | CRCN-1781  |
| 6 | 2014年 4月2日  | 02   | 再会に乾杯               | 岡田冨美子   | 杉本眞人   | 佐藤和豊   | CRCN-1781  |
| 7 | 2018年 10月3日 | 01   | アムール・ノワール       | 冬弓ちひろ   | 杉本眞人   | 猪股義周   | CRCN-8190  |
| 7 | 2018年 10月3日 | 02   | 今日から私は             | みやま清流   | 杉本眞人   | 猪股義周   | CRCN-8190  |

## 出演
ラジオ
- 相川美保・ミュージックギャラリー（ラジオかなざわ）
- 夏木ゆたかのホッと歌謡曲（ラジオ日本）
- 走れ!歌謡曲（文化放送）

ケーブルテレビ
- 相川美保のMUSIC GENERATION（ 金沢ケーブルテレビネット）